# 武仙座63
武仙座63，又名BD+24 3140，HD 155514、SAO 84896、HR 6391，是武仙座的一颗恒星，视星等为6.19，位于銀經45.82，銀緯32.1，其B1900.0坐标为赤經17h 6m 54.7s，赤緯+24° 32.1′ 35″。